# Gudaf Tsegay
Gudaf Tsegay Desta (* 23. Januar 1997) ist eine äthiopische Mittel- und Langstreckenläuferin. Ihre größten Erfolge feierte sie mit den Weltmeistertiteln über 5000 Meter im Jahr 2022 und 10.000 Meter im Jahr 2023. Zudem ist sie aktuelle Inhaberin des Weltrekords im 5000-Meter-Lauf.

## Sportliche Laufbahn
Erste internationale Erfahrungen sammelte Gudaf Tsegay bei den Hallenweltmeisterschaften 2014 in Sopot, bei denen sie in 4:11,83 min den vierten Platz belegte. Anschließend gewann sie bei den Juniorenweltmeisterschaften in Eugene in 4:10,83 min die Silbermedaille. Zwei Jahre später gewann sie bei den Hallenweltmeisterschaften in Portland in 4:05,71 min die Bronzemedaille hinter der Niederländerin Sifan Hassan und ihrer Landsfrau Dawit Seyaum. Im 800-Meter-Lauf qualifizierte sie sich für die Olympischen Spiele in Rio de Janeiro, bei denen sie mit 2:00,13 min in der ersten Runde ausschied. 2017 nahm sie über 1500 Meter an den Weltmeisterschaften in London teil und gelangte dort bis in das Halbfinale, in dem sie nach knapp 400 Metern stürzte und daraufhin mit 4:22,01 min ausschied.
2019 gelangte sie beim Diamond-League Meeting in Shanghai in 4:01,25 min auf den zweiten Platz und wurde bei der Golden Gala in Rom mit 3:59,56 min auf Rang drei. Im Herbst steigerte sie sich bei den Weltmeisterschaften in Doha auf 3:54,38 min im Finale und gewann damit die Bronzemedaille hinter der Niederländerin Sifan Hassan und Faith Kipyegon aus Kenia. 2021 verbesserte sie in Liévin den Hallenweltrekord über 1500 Meter von ihrer Landsfrau Genzebe Dibaba um mehr als eine Sekunde auf 3:53,09 min. Zudem stellte sie in Val-de-Reuil mit 1:57,52 min einen äthiopischen Hallenrekord im 800-Meter-Lauf auf. Im Juni siegte sie dann mit neuer Bestleistung von 3:54,01 min beim Memoriał Janusza Kusocińskiego und nahm anschließend über 5000 Meter an den Olympischen Sommerspielen in Tokio teil und gewann dort in 14:38,87 min die Bronzemedaille hinter der Niederländerin Sifan Hassan und Hellen Obiri aus Kenia. Im selben Jahr wurde sie äthiopische Meisterin im 5000-Meter-Lauf.
2022 lief sie in der Halle mit 3:54,77 min die zweitschnellste Zeit aller Zeiten über 1500 Meter und galt damit als Topfavoritin für die Hallenweltmeisterschaften in Belgrad, bei denen sie mit neuem Meisterschaftsrekord von 3:57,19 min überlegen einen äthiopischen dreifach Erfolg anführte. Ende Mai wurde sie beim Prefontaine Classic in 3:54,21 min Zweite über 1500 Meter und anschließend siegte sie beim P-T-S Meeting in 14:31,91 min über 5000 Meter und wurde dann bei den Bislett Games in 14:26,69 min Zweite.
Anschließend gewann sie bei den Weltmeisterschaften in Eugene mit einer Zeit von 3:54,52 min hinter Faith Kipyegon die Silbermedaille. Nur wenige Tage später gelang ihr mit WM-Gold in 14:46,29 min über die 5000 Meter ihr bis dato größter Karriereerfolg. Kurz darauf wurde sie beim Memoriał Kamili Skolimowskiej in 3:58,18 min Zweite über 1500 Meter.
2023 siegte sie in 3:54,03 min über 1500 Meter beim Meeting International Mohammed VI d’Athlétisme de Rabat und im Juli siegte sie in 14:12,29 min über 5000 Meter beim London Athletics Meet. Im August wurde sie bei den Weltmeisterschaften in Budapest in 31:27,18 min Weltmeisterin über 10.000 Meter, nachdem auf der Zielgeraden die knapp vor ihr Führende Sifan Hassan stürzte. Tsegay führte damit einen äthiopischen Dreifachsieg an. Zudem gelangte sie über 5000 Meter mit 15:01,13 min im Finale auf Rang 13. Im September siegte sie in 14:00,21 min über 5000 Meter beim Prefontaine Classic und stellte damit einen neuen Weltrekord auf und löste damit Faith Kipyegon als Rekordhalterin ab. Zudem sicherte sie sich damit den Sieg in der Diamond League über 5000 Meter. Im Oktober 2023 wurde sie als eine von elf Sportlerinnen für die Auszeichnung als Welt-Leichtathletin des Jahres 2023 nominiert. Im Jahr darauf musste sie sich bei den Hallenweltmeisterschaften in Glasgow in 8:21,13 min überraschend der US-Amerikanerin Elle Purrier St. Pierre über 3000 Meter geschlagen geben und gewann die Silbermedaille. Bei der Xiamen Xiamond League verbesserte sie sich über die 1500 Meter mit 3:50,30 min auf Platz drei in der ewigen Weltbestenliste. Anschließend verbesserte sie sich beim Prefontaine Classic über 10.000 Meter auf 29:05,92 min. Im August belegte sie bei den Olympischen Sommerspielen in Paris mit 14:45,21 min im Finale über 5000 Meter Neunter und über 1500 Meter wurde sie in 4:01,27 min im Finale Zwölfte. Zudem belegte sie in 30:45,21 min den sechsten Platz über 10.000 Meter. 
2025 lief Tsegay in Toruń die 1500 Meter in 3:53,92 min rückte damit nahe an ihren eigenen Weltrekord heran und reiste damit als Favoritin zu Hallenweltmeisterschaften in Nanjing. Dort dominierte sie das Finale und gewann mit neuem Meisterschaftsrekord von 3:54,86 min ihren zweiten Hallen-WM-Titel über diese Distanz.

## Persönliche Bestzeiten
- 800 Meter: 1:59,52 min, 24. August 2019 in Paris
  - 800 Meter (Halle): 1:57,52 min, 14. Februar 2021 in Val-de-Reuil (äthiopischer Rekord)
  - 1000 Meter (Halle): 2:38,05 min, 24. Februar 2017 in Madrid
- 1500 Meter: 3:50,30 min, 20. April 2024 in Xiamen
  - 1500 Meter (Halle): 3:53,09 min, 9. Februar 2021 in Liévin (Weltrekord)
- Meile: 4:16,14 min, 22. Juli 2018 in London
  - Meile (Halle): 4:16,16 min, 8. Februar 2023 in Toruń
- 3000 Meter: 8:25,23 min, 25. September 2020 in Doha
  - 3000 Meter (Halle): 8:16,69 min, 25. Februar 2023 in Birmingham
- 5000 Meter: 14:00,21 min, 17. September 2023 in Eugene (Oregon) (Weltrekord)
- 10.000 Meter: 29:05,92 min, 25. Mai 2024 in Eugene